# Historial du Saint Curé d'Ars
L'historial du Saint Curé d'Ars est un musée de cire situé à Ars-sur-Formans dans l'Ain en France et dédié à la vie de Jean-Marie Vianney

## Historique
Il est fondé par Louis Boireaud et ses enfants en 1994. Il est acquis par la Communauté de communes de Dombes Saône Vallée en 2015, et prend le nom de Musée de Cire - La vie du Saint Curé d'Ars. Chaque année, environ 10 000 personnes le visitent.
Le musée retrace l'existence de Jean-Marie Vianney de 1789 à 1859, au cours de dix-sept tableaux parlants, impliquant 35 personnages en cire. Le bâtiment accueille également l'office de tourisme.